# Campioni italiani assoluti di atletica leggera - 80 metri piani femminili
Questa pagina raccoglie un elenco di tutte le campionesse italiane dell'atletica leggera negli 80 metri piani, che entrarono a far parte del programma dei campionati italiani nel 1923 e vi rimasero fino al 1932.

## Albo d'oro
| Anno | Atleta (società)                        | Prestazione |
| ---- | --------------------------------------- | ----------- |
| 1923 | Maria Piantanida ?                      | 11"2(m)     |
| 1924 | Olga Barbieri ?                         | 11"0(m)     |
| 1925 | Luigina Bonfanti ?                      | 11"0(m)     |
| 1926 |                                         |             |
| 1927 |                                         |             |
| 1928 |                                         |             |
| 1929 | Derna Polazzo ?                         | 10"8(m)     |
| 1930 | Tina Steiner ?                          | 10"8(m)     |
| 1931 | Giovanna Viarengo ?                     | 10"6(m)     |
| 1932 | Claudia Testoni Virtus Atletica Bologna | 11"0(m)     |